# Cedeira
Cedeira es un municipio, una parroquia y una villa
española que pertenece a la provincia de La Coruña, en la Comunidad Autónoma de Galicia. Esta localidad está situada en la costa norte de las Rías Altas, en la ría homónima, donde desemboca el río Condomiñas. Su población asciende a 6626 personas, según cifras del INE a 1 de enero de 2022.

## Etimología
El nombre procede del latín cetaria o cetarea, pero existen dudas acerca de su significado. Para algunos, podría hacer referencia a “estanques o viveros de peces”. Sin embargo, otros estudios consideran que, con cetarea, se refiere a “todo animal enorme que vive en el agua, pez marino de gran tamaño”, aludiendo a que se trata de una villa costera en la que no es extraño el avistamiento de cetáceos, como los delfines.

## Geografía
Cedeira tiene una superficie de 85.42km² y una altitud media de 137 m s. n. m.. Limita al norte y al oeste con el Océano Atlántico, al este con Cariño y Ortigueira y al sur con Cerdido y Valdoviño. Pertenece a la comarca de Ferrol, también denominada Ferrolterra, dentro de la que conforma una subcomarca.
| Noroeste: Océano Atlántico | Norte: Océano Atlántico  | Noreste: Océano Atlántico y Cariño |
| Oeste: Océano Atlántico    |                          | Este: Cariño y Ortigueira          |
| Suroeste: Valdoviño        | Sur: Cerdido y Valdoviño | Sureste: Cerdido y Ortigueira      |

En Cedeira destaca un conjunto montañoso, la sierra de A Capelada, que divide a los municipios de Cedeira, Cariño y Ortigueira. En el punto más elevado de la sierra, se encuentran los acantilados de Vixía de Herbeira, considerados unos de los de mayor altitud de la Europa continental, alcanzando los 615 metros de altitud. Al borde del acantilado, se encuentra la garita de Herbeira, una construcción de piedra originaria del siglo XVIII, aunque la actual data de 1805, que se utilizaba como puesto de vigilancia marítima.
La ría de Cedeira es la más pequeña de la provincia de La Coruña y una de las más pequeñas de Galicia. Se encuentra entre los municipios de Cedeira y Valdoviño, concretamente entre las puntas Chirlateira y Falcoeira. Su entrada es muy estrecha, mientras que se va haciendo más amplia hacia el interior, a la vez que se ramifica. En esta ría desembocan tres ríos: el Condomiñas, que atraviesa la villa de Cedeira; el das Mestas, que sirve de límite entre los municipios de Valdoviño y Cedeira; y el Forcadas, que se atraviesa el municipio de Valdoviño y desemboca en la ría por la playa de Villarrube.

### Clima
Debido a la influencia del mar y a su situación geográfica, su clima es oceánico húmedo. La temperatura media anual se encuentra entre los 13 o 14 °C. En el mes más cálido del año, la media se sitúa en torno a los 20 y 22 °C, mientras que en el más frío es de unos 9 o 10 °C, lo que supone una oscilación térmica de 10 °C. En cuanto a las precipitaciones, estas son abundantes, rondando los 1.500 a 2.000 mm anuales.

## Historia

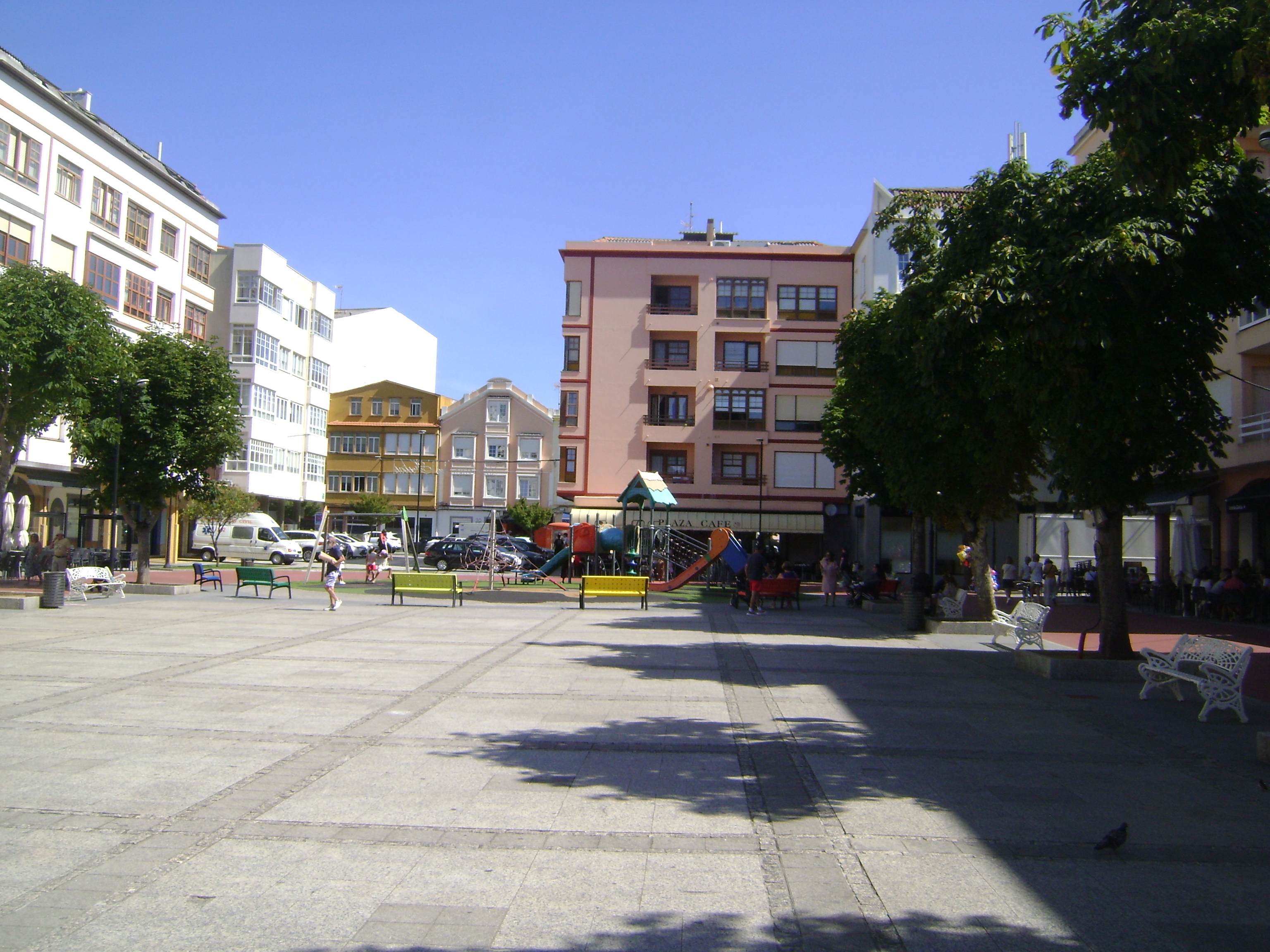
Imagen de Cedeira.

Los vestigios arqueológicos más antiguos encontrados en el municipio datan de la Edad de Bronce. Durante la Edad de Hierro, se construyeron castros que, según la tradición, estaban habitados por la tribu de los Lapatiancos, que pertenecían a los Ártabros.
A partir del siglo XIV, el señorío de Cedeira estuvo vinculado con la casa de Lemos. Hacia 1423 Fadrique Enríquez de Castilla, que fue duque de Arjona y conde de Trastámara, entre otros muchos títulos, le cedió la villa de Cedeira a una de sus hermanas o hermanastras, Constanza Enríquez, aunque esta última se la legó posteriormente y «en herencia» a otra de sus hermanas o hermanastras, Beatriz Enríquez de Castilla, aunque este punto, como señaló Eduardo Pardo de Guevara y Valdés, «no parece» estar totalmente confirmado en los documentos de la época. Pero sí hay constancia indubitada de que el 14 de diciembre de 1423 el duque Fadrique Enríquez le cedió a su hermana Beatriz Enríquez, que posteriormente se casaría con el conde Pedro Álvarez Osorio, todas las alcabalas procedentes de la villa de Cedeira, que pertenecía al duque, y también las de todo su alfoz.
A mediados del siglo XVIII, después de un ataque inglés, se construye el Castillo de la Concepción. Esta fortaleza llegó a contar con 15 cañones y unos 30 hombres.
En 1811 se suprimen los señoríos y en 1833 se creó la actual provincia de La Coruña a la que pertenece el municipio de Cedeira desde entonces.
El 14 de agosto de 2002, con motivo de las fiestas patronales de Cedeira, el grupo madrileño de folk metal Mägo de Oz graba su segundo DVD en directo en dicho pueblo (concretamente en la plaza de Galicia), que posteriormente se publicaría el 23 de abril de 2003 con el nombre A Costa Da Rock.

## Parroquias

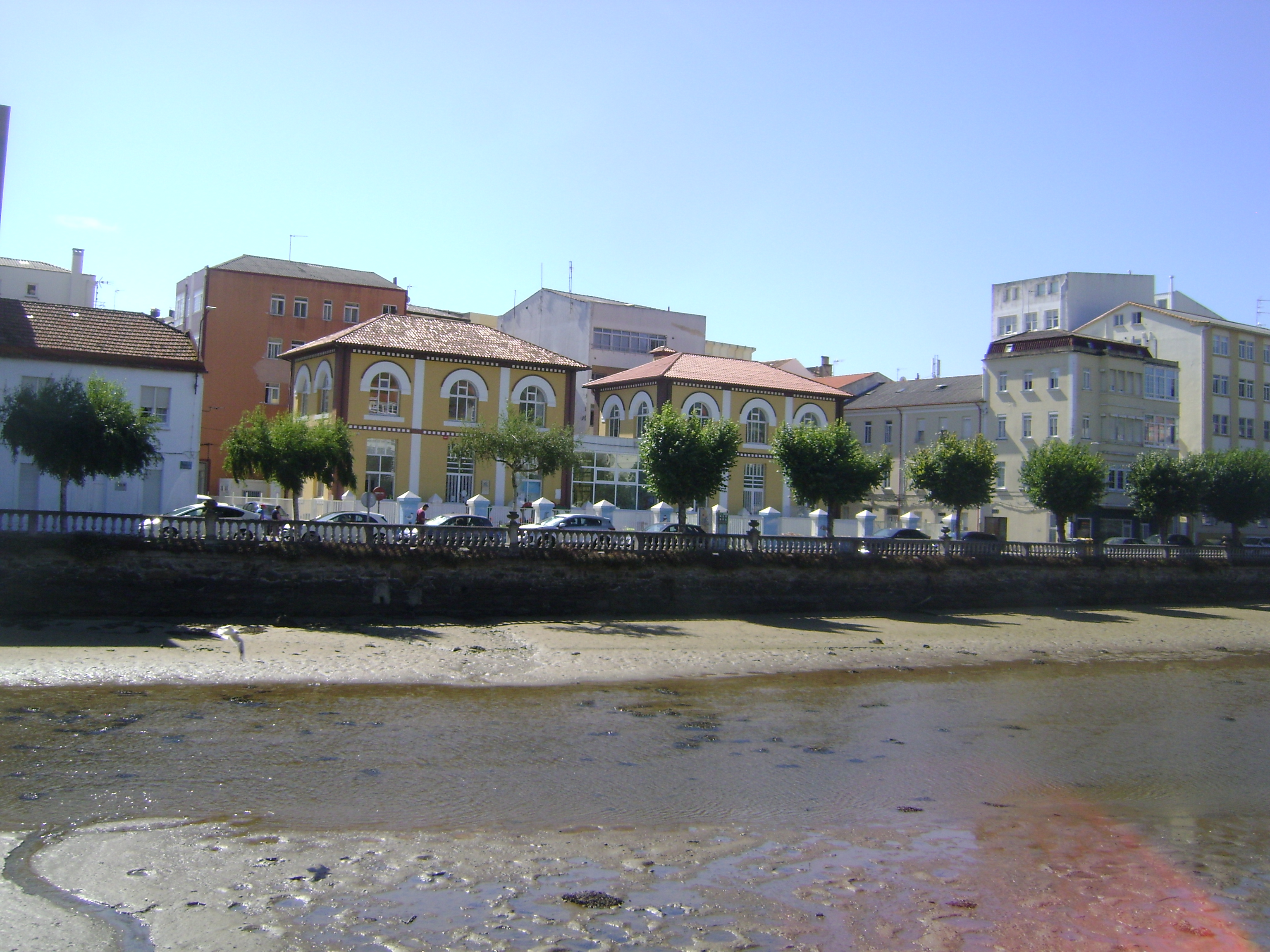
Imagen de Cedeira.

Parroquias que forman parte del municipio:
- Cedeira (Santa María do Mar)
- Cerbo[15] (Santa Eulalia)[16]
- Esteiro (San Fiz)
- Montojo[15]
- Piñeiro (San Cosme)
- Régoa (Santa María)
- San Román de Montojo (San Román)[15]

## Geografía humana

### Demografía
Cuenta con una población de 6548 habitantes (INE 2024).
| Gráfica de evolución demográfica de Cedeira entre 1842 y 2021                                                         |
| |
| Población de derecho según los censos de población del INE. Población de hecho según los censos de población del INE. |

## Economía

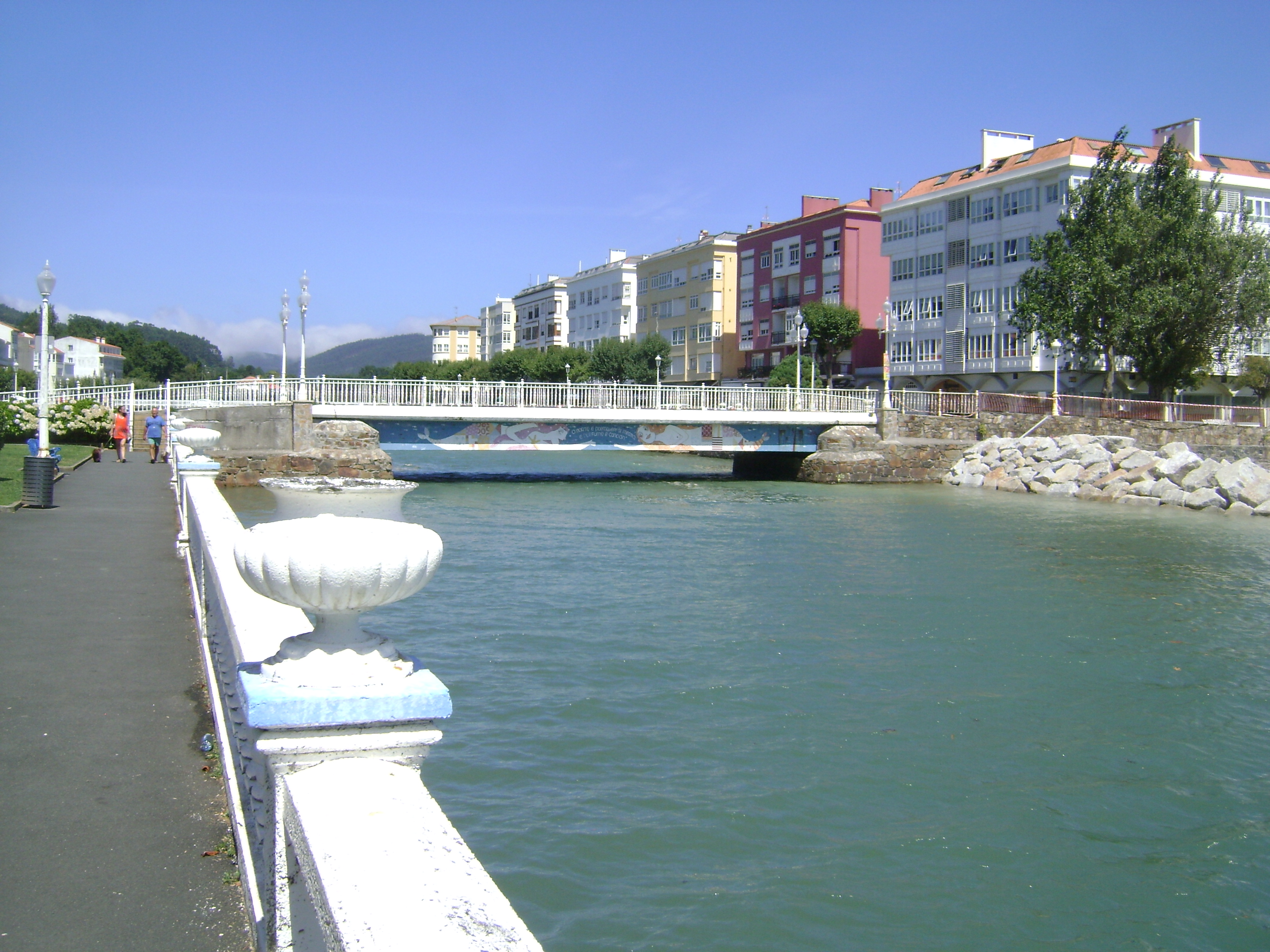
Imagen de Cedeira.

La actividad económica de Cedeira se basa mayoritariamente en el sector servicios, especialmente debido al crecimiento de la hostelería y de las actividades turísticas que ha experimentado el municipio durante los últimos años. La pesca y las actividades agrarias también tienen un peso importante, mientras que el sector industrial es en el que se produce un menor desarrollo.

### Pesca
Tradicionalmente, la pesca ha sido una de las actividades principales de Cedeira. Su primera vinculación con el sector pesquero data de la Edad Media, cuando se creó una imagen de Cedeira como puerto ballenero. Desde entonces, esa cultura pesquera se ha convertido en uno de los rasgos principales del municipio.
El incremento de la actividad pesquera se hizo patente a mediados del siglo XX, cuando se crean las instalaciones necesarias para la producción y comercialización de los recursos. Sin embargo, en las últimas décadas, el volumen de la flota y de sus tripulantes ha descendido notablemente.
En cuanto a las principales especies capturadas por la flota pesquera de Cedeira, destacan la merluza, el rape, el pulpo y el percebe.

## Festividades
La fiesta más importante de Cedeira, la Patrona, se celebra el 15 de agosto, día de Nuestra Señora del Mar.
También existen otras fiestas:
- La romería de San Isidro (15 de mayo).
- La romería de San Antonio (13 de junio).
- La fiesta de Santa Ana (26 de julio).
- La fiesta de San Félix de Esteiro (31 de julio).
- La romería de San Andrés (8 de septiembre).
- La fiesta de San Cosme de Piñeiro (26 de septiembre).

## Lugares

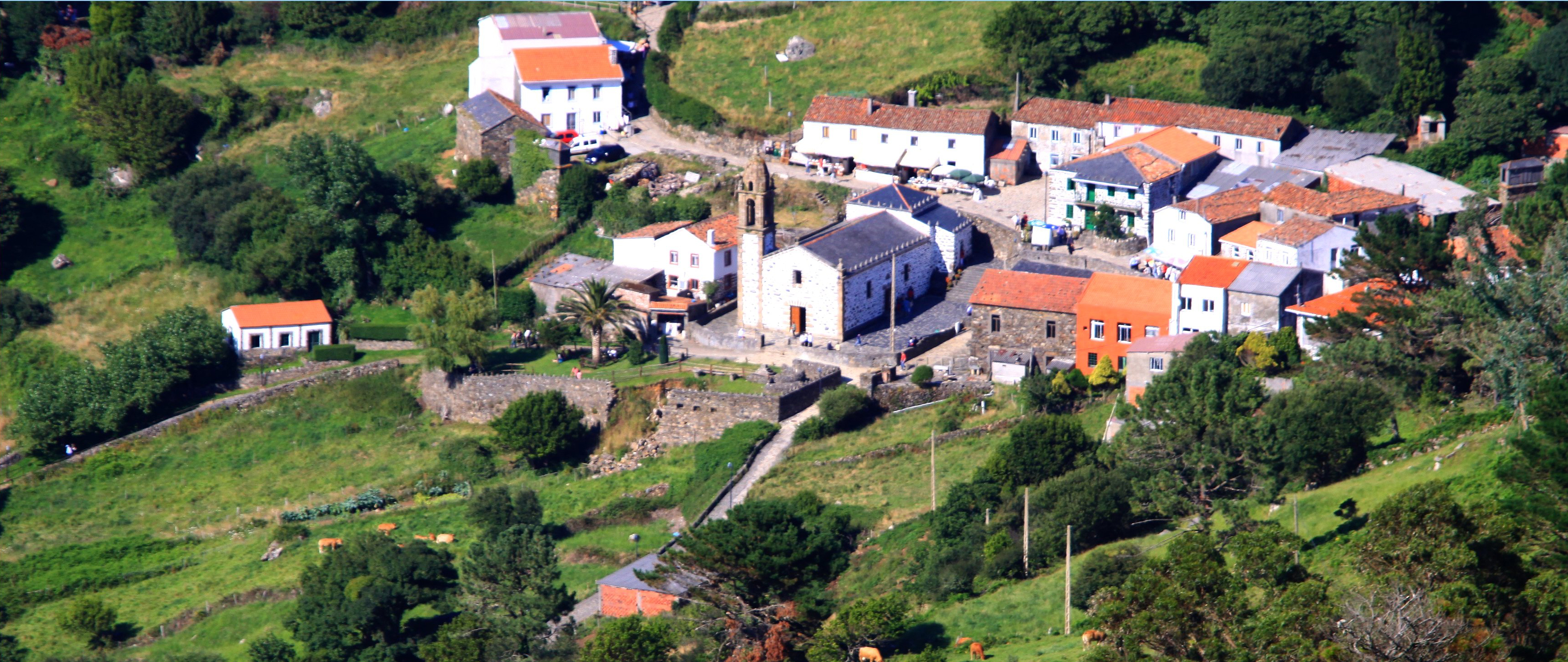
Panorámica de San Andrés de Teixido.

Plaza Roja. Llamada oficialmente Plaza del Sagrado Corazón hasta junio de 2016, esta plaza con vistas al mar fue rebautizada por el Concello con su nombre popular "Praza Roxa", que se debe al suelo del mismo color. Es un lugar muy concurrido, ya que toda la plaza está rodeada de cafeterías; además, hay un parque infantil y unos jardines donde suelen jugar los niños.

### Playas
- Playa de la Magdalena. Es la playa más transitada y conocida de Cedeira por ser la única playa urbana y por su longitud (1400 metros de longitud y una media de 35 metros de anchura).

- Playa de Area Longa. Esta playa está situada al lado del puerto y la marea baja no le afecta demasiado.

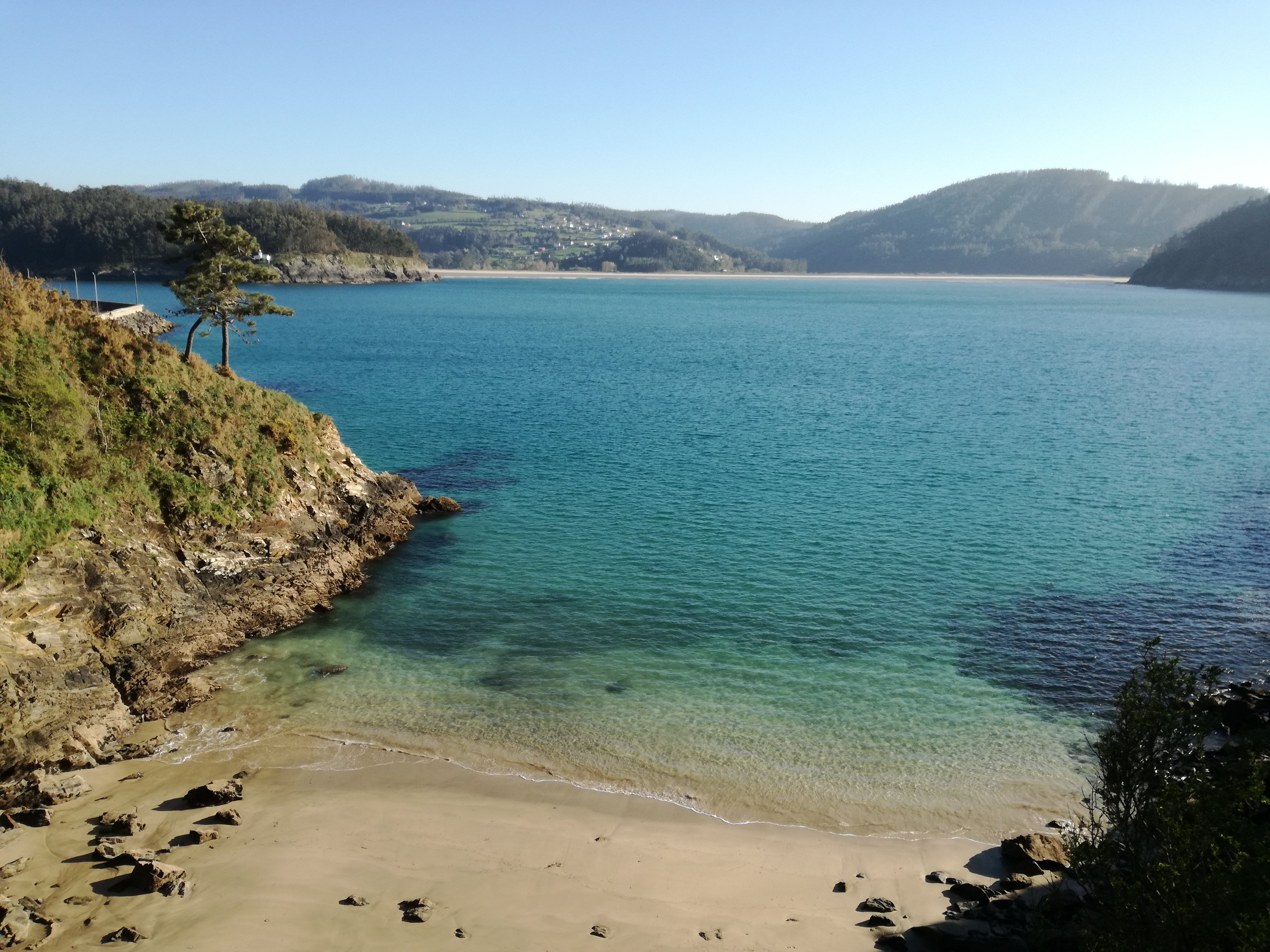
Cala Sonreiras, en Cedeira. Al otro lado del mar se distingue la playa de Villarrube, en el municipio de Valdoviño.

- Playa de las Sonreiras. Próxima a punta Sarridal, se puede acceder a ella andando o por mar.

- Playa de las Burbujas, llamada así porque al caminar sobre la arena mojada se desprenden burbujas que quedaron atrapadas al subir la marea. A esta playa solo se puede acceder andando.

- Playa de Mi Señora. Esta playa de aguas cristalinas es muy poco conocida, ya que solo se puede acceder andando, bajando por un terreno bastante empinado.

### Faros

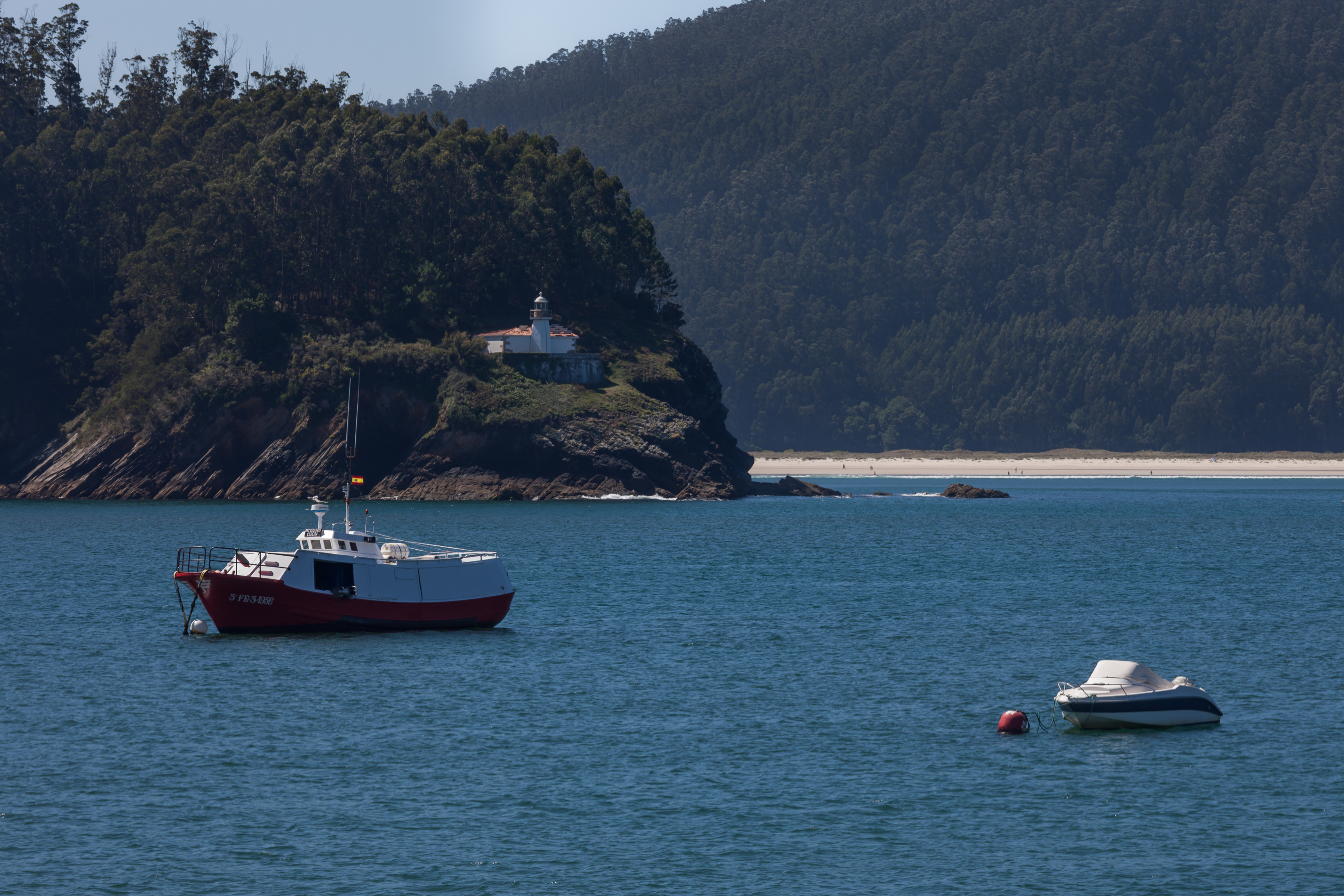
Faro da Robaleira.

- Faro de Punta Candieira. Fue construido entre 1929 y 1933, aunque no comenzó a funcionar hasta 1954. Su luz se encuentra a nueve metros de altura y alcanza las 21 millas náuticas.

- Faro da Robaleira. También conocido como Faro de Cedeira o Faro de Punta Promontorio, este faro fue construido en 1862. Su luz alcanza las 11 millas.

- Faro de Punta Sarridal. Situado a más de 30 metros sobre el nivel del mar, este faro tiene siete metros de altura y cuenta con una luz que alcanza las 11 millas.[21]

## Hermanamientos
El hermanamiento de ciudades fue una idea europea que surgió tras la Segunda Guerra Mundial con el fin de estrechar lazos y llegar a una mejor comprensión de otras naciones y regiones, con la idea de evitar así nuevos conflictos bélicos en el futuro. Concretamente, Cedeira está hermanada con las siguientes ciudades:
- Paimpont, Bretaña, Francia